# ロートレック荘事件
『ロートレック荘事件』（ロートレックそうじけん）は、筒井康隆の中編推理小説。1990年9月に新潮社より刊行された。

## 概要
元来はSF作家であった筒井康隆が書いた、『富豪刑事』、『フェミニズム殺人事件』に続く3作目の推理小説である。森の中の別荘で起きた殺人事件という、古典的な題材を扱っている。
『ミステリ・ベスト201日本編』(新書館)では超A、A、Bの三段階のうちBと評価されており、評者の吉野仁は「作者ならではの趣向と娯楽性に満ちた本格ミステリの傑作」としている。
本文中にロートレックの絵が何枚かカラーで挿入されている。

## あらすじ
夏の終わり、木内文麿氏が主であるロートレックの作品に彩られた、郊外の瀟洒な洋館「ロートレック荘」に集まった青年たちと美貌の娘たち。優雅なバカンスを楽しむはずが、2発の銃声で悲劇が始まる。美女の死体が発見され、警察が別荘にやって来て監視を強めていたにもかかわらず、1人また1人と美女が殺されていく…。

## 登場人物
浜口 重樹（はまぐち しげき）
8歳の頃の事故で下半身の成長が止まってしまう。
工藤 忠明（くどう ただあき）
28歳。重樹の友人。大学の助教授。
木内 文麿（きうち ふみまろ）
「ロートレック荘」の主。会社を経営しているが、ロートレック蒐集にかまけている。
木内 彌生（きうち やよい）
文麿の妻。重樹は「策士」と評している。
木内 典子（きうち のりこ）
文麿の一人娘。誰であろうと平等に扱おうとする博愛主義的なところがある。
立原 五月（たちはら さつき）
資産家で未亡人。大柄な女性で、声が甲高い。
立原 絵里（たちはら えり）
五月の娘。忠明の教え子で、典子とは高校時代の同級生。遠慮がなく、皆が口に出さないようにしていることを臆面もなく言ってしまう性格。
牧野 寛子（まきの ひろこ）
典子の高校時代の同級生。平凡なサラリーマンの家庭。
馬場 金造（ばば きんぞう）
ロートレック荘が浜口家の所有だったころからの別荘番。
錏 和博（しころ かずひろ）
文麿の会社の社員。功名心が強い。

## 書籍情報
- 1990年9月（単行本） - 新潮社、ISBN 410314520X
- 1995年1月（文庫本） - 新潮文庫、ISBN 978-4-10-117133-3